# Rosina Ostler
Rosina Ostler (* 1992 in München) ist eine deutsche Köchin.

## Werdegang
Ostler absolvierte diverse Praktika, so 2012 bei Martin Fauster und 2015 bei Johannes King und Tanja Grandits. 2014 war sie Kandidatin in der zweiten Staffel der Kochsendung The Taste, wo sie bis ins Finale kam. 2015 erwarb sie einen Master-Abschluss in Food Culture and Communications an der University of Gastronomic Sciences in Pollenzo. 
Dann entschied sie sich für eine Kochausbildung im Hotel Traube Tonbach. Ab Januar 2019 kochte sie bei Torsten Michel im Restaurant Schwarzwaldstube (drei Michelinsterne) und ab September 2019 im Restaurant einsunternull bei Silvio Pfeufer in Berlin (ein Michelinstern). Im Januar 2021 wechselte sie zum Restaurant Maaemo in Oslo (drei Michelinsterne).
Im März 2022 wurde sie Küchenchefin im Mon Oncle, dem Zweitrestaurant des Maaemo, das 2023 mit einem Michelinstern ausgezeichnet wurde. Ab März 2023 war sie Küchenchefin im Hauptrestaurant Maaemo bei Küchendirektor Esben Holmboe Bang.
Seit November 2023 ist sie Küchenchefin im Restaurant Alois im Dallmayr in München. Unter ihrer Leitung wurde das Restaurant weiter mit zwei Michelinsternen ausgezeichnet.

## Auszeichnungen
- 2018: 1. Preis Alleinwertung und 1. Preis Teamwertung – Die 10 Besten[8]
- 2021: Finalistin in Junge Wilde 2020 von Rolling Pin[9]
- 2023: Ein Michelinstern für das Mon Oncle in Oslo[6]
- 2024: Zwei Michelinsterne für das   Restaurant Alois im Dallmayr in München[7]
- 2025: Köchin des Jahres, Falstaff[10]
- 2025: Entdeckung des Jahres, Gault&Millau[11]